# Daiširo Jošimura
Daiširo Jošimura (japonsko 吉村 大志郎), japonski nogometaš in trener, 16. avgust 1947, † 1. november 2003.
Za japonsko reprezentanco je odigral 46 uradnih tekem.